# Marka Rzeszy (tereny okupowane)
Marka Rzeszy dla terenów okupowanych (niem. Reichsmark, pl. marka rzeszowa) – waluta wprowadzona do obiegu w maju 1940 roku przez władze III Rzeszy na terytoriach okupowanych przez Niemców w czasie II wojny światowej znajdujących się poza granicami Wielkoniemieckiej Rzeszy: w Danii, Norwegii, Belgii, Holandii, Luksemburgu, Francji, Estonii, na Litwie i Łotwie (Komisariat Rzeszy Wschód), dawnych wschodnich województwach II Rzeczypospolitej (poza włączonymi do Generalnego Gubernatorstwa jako Dystrykt Galicja) oraz na okupowanych terenach Związku Radzieckiego.

## Monety
Wydano jedynie dwie drobne monety o nominałach 5 i 10 fenigów, obie o jednakowym rysunku, cynkowe z datami 1940 i 1941. Na awersie w centrum przedziurkowana swastyka dookoła której gotyckimi literami biegnie napis: Reichskreditkassen oraz rocznik. Na rewersie stylizowana głowa orła, poniżej 6 listków dębu, a pod nimi nominał i litery R/pf (Reichspfennige).
| Awers | Rewers | Nominał    | Materiał | Waga  | Średnica | Rant   | Nakład    | Rok wybicia |
| ----- | ------ | ---------- | -------- | ----- | -------- | ------ | --------- | ----------- |
|       |        | 5 fenigów  | Cynk     | 2,7 g | 19,5 mm  | Gładki | 5 465 000 | 1940–1941   |
|       |        | 10 fenigów | Cynk     | 3,3 g | 21 mm    | Gładki | 1 350 002 | 1940–1941   |

## Banknoty
Okupacyjna marka zwykle pozostawała w obiegu wraz z lokalną walutą. Dzieliła się na 100 fenigów. Emitowane były banknoty o następujących nominałach:
| Grafika | Nominał    | Wymiary (mm) | Kolor            | Opis                                       | Opis                | Opis                | Data wydruku | Data wprowadzenia |
| Grafika | Nominał    | Wymiary (mm) | Kolor            | Awers                                      | Rewers              | Znak wodny          | Data wydruku | Data wprowadzenia |
| ------- | ---------- | ------------ | ---------------- | ------------------------------------------ | ------------------- | ------------------- | ------------ | ----------------- |
|         | 50 fenigów | 90 × 57 mm   | Zielony          | Wartość nominalna                          | Wartość nominalna   |                     | 1938         | 1940              |
|         | 1 marka    | 95 x 60 mm   | Czerwony         | Wartość nominalna                          | Wartość nominalna   |                     | 1938         | 1940              |
|         | 2 marki    | 110 x 65 mm  | Szary            | Wartość nominalna                          | Wartość nominalna   | Gwiazdki            | 1938         | 1940              |
|         | 5 marek    | 125 x 70 mm  | Szary            | Portrety chłopa i robotnika                | Nowy Odwach         | Figury geometryczne | 1938         | 1940              |
|         | 20 marek   | 155 x 80 mm  | Brązowo-zielony  | Podobizna architekta według rysunku Dürera | Brama Brandenburska | Figury geometryczne | 1938         | 1940              |
|         | 50 marek   | 170 x 85 mm  | Czerwono-zielony | Portret chłopki                            | Zamek w Malborku    | Figury geometryczne | 1938         | 1940              |

Wszystkie banknoty posiadały napisy wyłącznie w języku niemieckim. Pod względem graficznym banknoty poniżej 5 marek nie wyróżniały się niczym szczególnym, a na ich szatę graficzną składały się jedynie napisy i uproszczona ornamentyka. Bardziej bogatą szatę graficzną posiadały natomiast banknoty 5, 20 i 50-markowe. Banknoty Kasy Kredytowej Rzeszy zostały wycofane z obiegu wraz z wyzwoleniem kolejnych krajów europejskich spod okupacji niemieckiej, najpóźniej w 1945 roku. Po zakończeniu wojny znalazły się w obiegu w brytyjskiej strefie okupacyjnej Niemiec, dotyczyło to jednak wyłącznie nominałów 5, 20 i 50-markowych – i to tylko tych, które zostały wcześniej przestemplowane przez oddziały Reichsbanku działające w strefie brytyjskiej.